# 科穆奇人民军
科穆奇人民军 （俄语：Народная армия КОМУЧа）是俄国内战期间的一支反布尔什维克军队，其因捷克斯洛伐克军团起义于1918年6月成立，並自6月至9月在伏尔加河地区作战。该军队由部分宪法制定议会议员委员会成员组织，由弗拉基米尔·奥斯卡洛维奇·卡普佩尔领导。

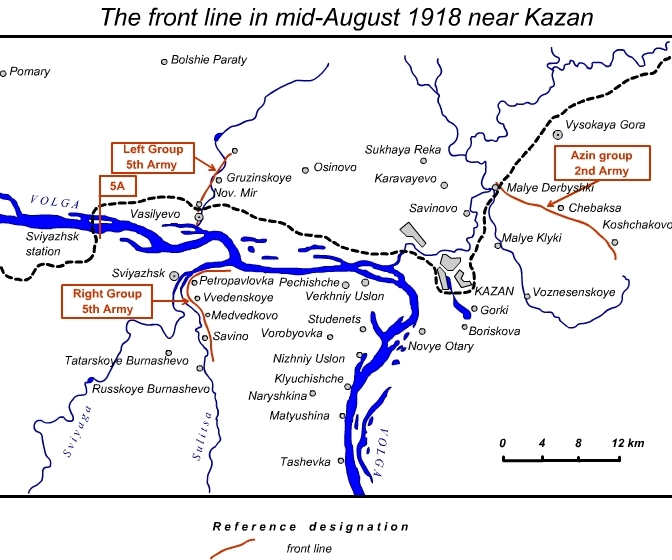
1918 年 8 月喀山前线

## 命名由来
俄文中「制宪会议」（俄语：учредительное собрание）英文音译为「Uchreditel'noe Sobranie」，英文缩写是「Komuch」，音译为「科穆奇」。